# Wang Hongwen
Wang Hongwen (chinesisch 王洪文, Pinyin Wáng Hóngwén; * 1934/35 in Changchun; † 3. August 1992 in Peking) war ein chinesischer Politiker und ein Shanghaier Rebellenanführer während der Kulturrevolution. Er war das jüngste Mitglied der sogenannten „Viererbande“ (zusammen mit Jiang Qing, Zhang Chunqiao, Yao Wenyuan). Auf dem Höhepunkt seiner politischen Karriere war Wang Vizevorsitzender der Kommunistischen Partei Chinas (KPCh) und wurde in den frühen 1970er Jahren von Mao Zedong als dessen möglicher Nachfolger aufgebaut. Nach Maos Tod wurde Wang im Oktober 1976 gemeinsam mit den anderen Mitgliedern der Viererbande festgenommen und zu lebenslanger Haft verurteilt.

## Biografie

### Die frühen Jahre
Wang Hongwen wurde 1935 in Xinjing (heutiges Changchun, Provinz Jilin) geboren, das im damals japanisch kontrollierten Territorium Mandschukuo lag. Er kam aus einer armen Bauernfamilie. Sein Vater hieß Wang Guosheng, seine Mutter Wang Yangshi. Er war der älteste Sohn und hatte drei jüngere Brüder und eine jüngere Schwester. Im Unterschied zu den anderen Mitgliedern der späteren Viererbande hatte Wang eine eher einfache Erziehung genossen, was sein Verständnis der marxistisch-leninistischen Lehre einschränkte.
Im April 1951 wurde Wang von der Armee eingezogen und nahm als Soldat am Koreakrieg (1950–53) teil. 1952 wurde sein Truppenverband nach Wuxi, in die Provinz Jiangsu verlegt. 1953 trat Wang der Kommunistischen Partei Chinas bei. Nachdem er 1956 aus dem Armeedienst entlassen worden war, arbeitete Wang in der „Baumwollfabrik Nr. 17“ in Shanghai als Kader der Wachmannschaften.  Hier traf er auf Zhang Chunqiao.

### Anführer der Shanghaier Arbeiter
Im August 1966 brachten die Roten Garden aus Peking den Klassenkampf nach Shanghai. Am 9. November 1966 gründeten die Arbeiter von 17 Shanghaier Fabriken am 9. November 1966 das „Revolutionäre Rebellenkommando der Shanghaier Arbeiter“ (RRSA; 上海工人革命造反总司令部 Shànghǎi Gōngrén Gémìng Zàofǎn Zǒng Sīlìngbù) mit dem 32-jährigen Wang Hongwen an der Spitze. Obwohl die Kulturrevolution auch in Shanghai von den Roten Garden entfacht wurde, sollten sich die Arbeiter bald als die treibende Kraft der Revolution in Shanghai erweisen.

#### Der Anting-Zwischenfall
Um die Anerkennung durch die Parteiführung in Peking zu gewinnen, stürmten ca. 2000 Mitglieder der RRSA den Shanghaier Bahnhof und setzten sich mit mehreren Zügen in Richtung Peking in Bewegung. Nur wenige Kilometer hinter Shanghai wurde der Zug auf Befehl der Shanghaier Eisenbahnverwaltung bei Anting zum Halten gebracht. Die protestierenden Arbeiter blockierten daraufhin für über 30 Stunden die Bahngleise. Der Ständige Ausschuss des Politbüros lenkte ein und entsandte Zhang Chunqiao nach Shanghai. Er trat direkt mit Wang Hongwen in Verhandlungen. Am Ende wurde der Forderung des RRSA nach politischer Legitimation nachgegeben. Obwohl die Shanghaier Parteiführung damit bloßgestellt wurde, unterstützte Mao Zedong das Vorgehen. Der Anting-Zwischenfall markierte den Auslöser für eine offizielle Einbindung industrieller Arbeitskräfte in die Kulturrevolution und stärkte die Position Shanghais als eine Basis der linken Extremisten.

#### Besetzung der Shanghaier Parteizeitung
Am 1. Dezember 1966 besetzen die Roten Garden die Büros der offiziellen Shanghaier Parteizeitung. Es kam zur Konfrontation mit einer anderen Fraktion namens „Red Defender Battalion“, die das Parteiorgan und die Stadtregierung verteidigte. Die Roten Garden baten das RRSA um Unterstützung und Wang Hongwen stimmte zu. Wang sicherte sich auf diese Weise das alleinige Kommando der Rebellengruppierungen. Beim „Kangping-Avenue“-Zwischenfall am 30. Dezember konnte sich das RRSA endgültig gegen das konkurrierende „Red Defender Battalion“ durchsetzen.

#### Machtübernahme in Shanghai
Am 6. Januar 1967 organisierten Wang Hongwen und seine Unterstützer eine Massenkundgebung auf dem Platz des Volkes in Shanghai. Dort wurde die Parteiführung von Shanghai gezwungen, ihr Fehlverhalten öffentlich einzugestehen und die Macht abzugeben. Am 27. Januar 1967 übernahm die neu gegründete „Shanghaier Volkskommune“ (später „Revolutionäres Komitee der Stadt Shanghai“) unter der Führung von Zhang Chunqiao und Yao Wenyuan die Kontrolle über Shanghai. Wang Hongwen wurde zum Hauptstellvertreter ernannt. Das war der Beginn seines raschen politischen Aufstieges.

### Steiler Aufstieg in Peking
Im April 1969 wurde Wang in das IX. Zentralkomitee der Kommunistischen Partei Chinas gewählt.  Im September 1972 wurde er auf Vorschlag Mao Zedongs nach Peking abberufen. Wang durfte dort den Sitzungen des Politbüros, des Staatsrates und der Zentralen Militärkommission beiwohnen.  Auf Maos Wunsch hin wurde Wang mit der Revision der Satzung der KPCh beauftragt.

#### Der X. Parteikongress
Auf dem X. Parteikongress in Peking (24.–28. August 1973) wurde Wang Hongwen in das Politbüro und in den Ständigen Ausschuss des Politbüros gewählt. Dort wurde er zweiter Stellvertreter nach Zhou Enlai. Damit war Wang Hongwen nach Mao Zedong und Zhou Enlai die Nummer drei in der Führung der KPCh. Dies unterstrich seinen außergewöhnlichen Aufstieg in der Partei. Außerdem wurde dadurch die Stellung der radikalen Vertreter um Jiang Qing weiter gefestigt, sehr zum Missfallen der Gemäßigten. Mao Zedong beabsichtigte Wang Hongwen auf dem X. Parteikongress als seinen Nachfolger zu präsentieren. Als die Delegierten am letzten Tag des Kongresses ein neues Zentralkomitee wählten, war Mao Zedong gesundheitlich so angeschlagen, dass er nicht persönlich an der Abstimmung teilnahm. Er ließ Wang Hongwen seine Stimme an der Urne abgeben, was als symbolische Geste gewertet wurde, die Maos Vertrauen in Wang unterstrich.
Auf dem Parteikongress überwachte Wang gemeinsam mit Zhang Chunqiao auch die Überprüfung und die Auswahl der Delegierten. Dabei ließen sie Rebellen aus der Provinz als Delegierte zu, die ihnen aufgrund ihrer revolutionären Taten als zulässig erschienen, obwohl sie noch gar keine Parteimitglieder waren.
Auf dem Kongress traten auch offensichtliche Differenzen zwischen Wang Hongwen und Premierminister Zhou Enlai in außenpolitischen Fragen zutage. Wang vertrat eine radikale Haltung und kritisierte indirekt die Annäherung an die USA, die maßgeblich von Zhou initiiert worden war.

#### Aufgaben als Parteifunktionär
Als am 22. Oktober 1973 General Li Zhen, Vorsitzende einer „16. Mai“-Untersuchungsgruppe tot aufgefunden wurde, wurde Wang Hongwen zum Leiter einer Kommission, die General Lis Tod untersuchen sollte, eingesetzt.
Bei der „Kritisiert Lin Biao, kritisiert Konfuzius“-Kampagne, die im Sommer 1973 anlief, wurde auf Betreiben Wang Hongwens und Jiang Qings Anfang Januar 1974 die Zusammenstellung „Lin Biao und das Dao des Konfuzius und des Menzius“ (林彪与孔孟之道,  Lín Biāo yu Kǒng Mèng zhi dào) veröffentlicht. Es war das erste offizielle Dokument des Jahres 1974 und erfuhr große Resonanz.
Im Jahr 1974 wurde Wang Hongwen für kurze Zeit mit der Erledigung der täglichen Aufgaben der Zentralregierung betraut, da sich Premierminister Zhou Enlai wegen einer Krebsbehandlung im Krankenhaus aufhielt.

### Maos Misstrauen
Am 4. Oktober 1974 ließ Mao Wang wissen, dass Deng Xiaoping zum stellvertretenden Premierminister des Staatsrates ernannt werden sollte. Die Rückkehr Deng Xiaopings auf die politische Bühne war ein Rückschlag für die Viererbande und implizierte gleichzeitig Mao Zedongs große Enttäuschung über Wang Hongwen als dessen möglicher Nachfolger.
Als es auf einer Sitzung des Politbüros am 17. Oktober zu einer heftigen Auseinandersetzung zwischen Maos Ehefrau Jiang Qing und Deng Xiaoping kam, entschied die Viererbande, dass Wang Hongwen zu Mao nach Changsha (Provinz Hunan) reisen sollte. Ziel war es, Mao den Zwischenfall aus der Sicht der Viererbande zu schildern, ehe Deng es tat. Im Oktober 1974 reiste Wang Hongwen nach Changsha, wo sich Mao erholte.  Wang warnte Mao, dass der Vorfall im Politbüro jenem auf der Lushan-Konferenz 1970 glich, als die Radikalen schon einmal in Bedrängnis geraten waren. Mao schlug sich damals noch auf die Seite der Viererbande. Wang beschuldigte außerdem den kranken Zhou Enlai gemeinsam mit Deng Xiaoping eine Verschwörung für den bevorstehenden IV. Nationalen Volkskongress zu planen. Mao ignorierte Wangs Anschuldigungen und wies ihn an, sich fortan mit Deng zu verbünden und sich vor Jiang Qing in Acht zu nehmen. Das war der Augenblick, als Mao klar wurde, dass Wang Hongwen trotz seiner hohen Position bloß ein Handlanger Jiang Qings war.
In einem Gespräch mit Zhou Enlai Ende Dezember, bei dem auch Wang anwesend war, sagte Mao, dass Wang politisch bei weitem nicht so scharfsinnig sei wie Deng Xiaoping. Wang Hongwen verfasste daraufhin eine 1000 Zeichen lange Selbstkritik.  Als seinen direkten Nachfolger hatte Mao nun Hua Guofeng auserkoren, der nach dem Tode Zhou Enlais 1976 provisorisch zum geschäftsführenden Ministerpräsidenten ernannt wurde.

#### Wangs Reaktion
Wang Hongwen soll sich angeblich bitter über die Ereignisse beschwert haben. Er war nicht länger als Mao Zedongs Nachfolger vorgesehen: „Welche Macht habe ich? Die Macht über die Partei, die Macht über die Regierung, die Macht über das Militär – nichts davon habe ich.“ Er beschwerte sich auch darüber, dass er im Gegensatz zu Deng Xiaoping nicht länger zu Mao persönlich vorgelassen wurde.
In den darauf folgenden Monaten wurde die Niederlage Wang Hongwens immer offensichtlicher. Politische Ziele, an denen Wang gescheitert war, wie z. B. den Wiederaufbau des von der Kulturrevolution gelähmten Eisenbahnsystems, erreichte Deng Xiaoping sehr rasch.  Wang hielt sich jetzt stärker in der Nähe der Gruppe um Jiang Qing auf und wurde selbst Teil der Viererbande. Er stand auch weiter in engem Kontakt zu den revolutionären Gruppen in Shanghai. 1975 wurde er noch einmal zusammen mit Ji Dengkui und Guo Yufeng nach Zhejiang entsandt, um die dortige Umstrukturierung des lokalen Revolutionären Komitees zu überwachen.

### Versuchte Machtübernahme
Wang Hongwens und Zhang Chunqiaos Machtbasis war stets in Shanghai gewesen. In Peking konnten sie sich nur solange in Sicherheit wähnen, solange Mao noch am Leben war.  Um gegen mögliche Unruhen aufgrund des bevorstehenden Todes Mao Zedongs vorbereitet zu sein, wurden im Laufe des April 1976 Einsatzpläne für die rasche Niederschlagung von Protesten entwickelt. Wang Hongwen koordinierte von Peking aus die Lage in Shanghai, um auch dort evtl. Unruhen zu verhindern.  Seine ihm gegenüber loyalen Mitstreiter in Shanghai schwor er auf einen möglichen Bürgerkrieg ein.
Am 11. und 12. September 1976 erging aus dem Generalbüro des Zentralkomitees ein Erlass, dass die Parteimitglieder in der Provinz wichtige Nachrichten künftig nur noch an eine neue Dienststelle kommunizieren sollen, die Wang Hongwen unterstellt war. Hua Guofeng, der von einem Kollegen darauf hingewiesen wurde, wusste nichts von dieser Direktive. Der Erlass gilt als erster Schritt der Viererbande hin zu einer Machtübernahme, aber auch als Auslöser für die darauf folgende schnelle Festnahme der Viererbande.

#### Festnahme und Verurteilung
Wang Hongwen wurde am 6. Oktober 1976 zusammen mit den anderen drei Mitgliedern der Viererbande festgenommen. Unter dem Vorwand einer abendlichen Sitzung des Ständigen Ausschusses des Politbüros wurden Wang Hongwen, Zhang Chunqiao und Yao Wenyuan zur Huairen-Halle im Pekinger Regierungsviertel Zhongnanhai beordert. Jiang Qing wurde in ihrem Wohnsitz in Zhongnanhai festgenommen. Wang kam als Erster an der Huairen-Halle an und wurde von dem wartenden Wachpersonal umgehend festgenommen. Bei seiner Festnahme soll Wang Hongwen gesagt haben: „Ich hätte nicht gedacht, dass es so schnell geschieht.“ Aufgrund seiner hohen politischen Stellung wurde Wangs Name bei der Bekanntmachung der Festnahme als Erstes erwähnt. Im Juli 1977 wurde er offiziell von all seinen Ämtern entbunden und aus der Partei ausgeschlossen.
Der Prozess gegen die Viererbande begann Ende November 1980 und dauerte bis Januar 1981. Zweifel an den Tatbeständen wurden keine erhoben. Am 23. Januar 1981 wurde Wang Hongwen von einer Sonderkammer des Obersten Volksgerichtshofs der Volksrepublik China zu lebenslanger Haft verurteilt, u. a. wegen des versuchten Umsturzes der Regierung und dem Anstiften einer Militärrebellion. Am 3. August 1992 starb er im Gefängnis aufgrund eines Leberleidens.

## Veröffentlichungen
- Wang Hung-wen: Bericht über die Abänderung des Parteistatuts. (in: Der X. Parteitag der Kommunistischen Partei Chinas – Dokumente. Verlag für fremdsprachige Literatur, Peking 1973.)